# Jerzmanowice-Przeginia
Jerzmanowice-Przeginia è un comune rurale polacco del distretto di Cracovia, nel voivodato della Piccola Polonia.
Ricopre una superficie di 68,39 km² e nel 2004 contava 10 426 abitanti.